# مثل غلام وفادار

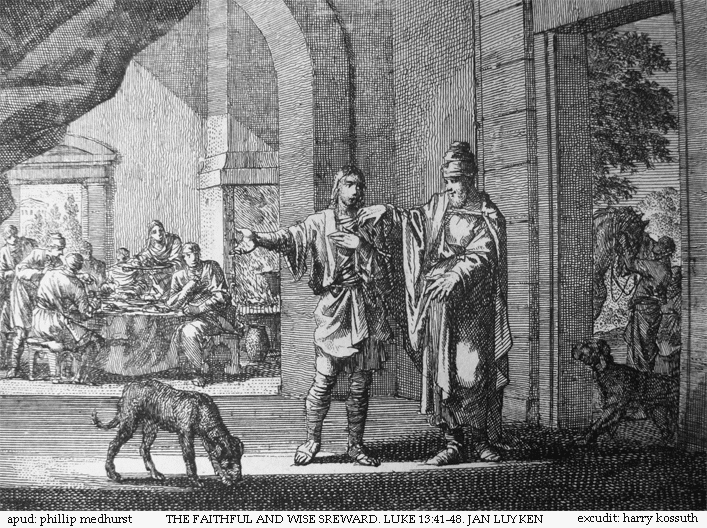
حکاکی توسط جان لویکن که مثل غلام وفادار را نشان می دهد، از کتاب مقدس بوویر.

مثل غلام وفادار (یا مثل دربان) مَثَلی از عیسی مسیح است که در انجیل متی 24:42-51، انجیل مرقس 13:34-37 و انجیل لوقا 12:35-48 در مورد اهمیت آن برای افراد وفادارا که چشم به راه و مواظب باشند.
در انجیل متی، بلافاصله مقدم بر مثل ده باکره است، که مضمون آخرت شناختی مشابهی برای آماده شدن برای روز حساب دارد.

## روایت مثل
در انجیل متی، این مثل به شرح زیر است:

42پس بیدار باشید، زیرا نمی‌دانید سرورِ شما چه روزی خواهد آمد. 43این را بدانید که اگر صاحبخانه می‌دانست دزد در چه پاسی از شب می‌آید، بیدار می‌ماند و نمی‌گذاشت به خانه‌اش دستبرد زنند. 44پس شما نیز آماده باشید، زیرا پسر انسان در ساعتی خواهد آمد که انتظارش را ندارید.
45«پس آن غلام امین و دانا کیست که اربابش او را به سرپرستی خانوادۀ خود گماشته باشد تا خوراک آنان را به‌موقع بدهد؟ 46خوشا به حال آن غلام که چون اربابش بازگردد، او را مشغول این کار ببیند. 47آمین، به شما می‌گویم، که او را بر همۀ مایملک خود خواهد گماشت. 48امّا اگر آن غلام، شریر باشد و با خود بیندیشد که ”اربابم تأخیر کرده است،“ 49و به آزار همکاران خود بپردازد و با میگساران مشغول خوردن و نوشیدن شود، 50آنگاه اربابش در روزی که انتظار ندارد و در ساعتی که از آن آگاه نیست خواهد آمد 51و او را از میان دو پاره کرده، در جایگاه ریاکاران خواهد افکند، جایی که گریه و دندان به دندان ساییدن خواهد بود.
انجیل متی باب 24 ..... 42-51 (ترجمه هزاره نو)

## تفسیر
در انجیل متی، مثل با این دستور آغاز می‌شود: «پس مراقب باشید، زیرا نمی‌دانید خداوند شما در چه روزی خواهد آمد» (انجیل متی 24:42). به عبارت دیگر، «شاگرد باید برای آمدن پروردگارش آماده بماند و در جایگاه خود هوشیار و بیدار بماند». این موضوعی است که قبلاً در انجیل لوقا 12 نیز مورد بحث قرار گرفته است. اشاره به ضیافت عروسی در لوقا 12:36 حاکی از ضیافت بهشتی است،  و مَثَل ده باکره را به یاد می آورد که پس از این مثل در متی آمده است.
قسمت دوم مثل شامل احتیاط است که از کسی که به او بسیار داده می شود، بسیار بیشتر نیاز است. جی دوایت پنطیکاست می نویسد که این تمثیل "تاکید می کند که امتیاز مسئولیت می آورد و مسئولیت مستلزم پاسخگویی است. این به ویژه در مورد رهبران مذهبی صدق می کند.